# Amadeusz (dramat)
Amadeusz – dramat Petera Shaffera z 1979, luźno bazujący na życiorysach Wolfganga Amadeusa Mozarta i Antonio Salieriego.

## Adaptacje
Ekranizacją sztuki jest film Miloša Formana Amadeusz z 1984.
W Polsce wystawił ją w 1981 Roman Polański w Teatrze na Woli, a 12 lat później Teatr Telewizji w reżyserii Macieja Wojtyszki (1993). Ta adaptacja znalazła się na liście stu najlepszych przedstawień Teatru Telewizji wytypowanych przez Akademię Teatru Telewizji.